# Georg Gromer
Georg Gromer (* 5. März 1883 in Kimratshofen; † 23. Oktober 1952 in Neuburg an der Donau) war ein deutscher Politiker (CSU). Er war von 1946 bis 1952 Mitglied des Bayerischen Landtages.

## Leben
Gromer studierte Philosophie und Theologie in München und wurde 1906 zum Priester geweiht. Anschließend war er in der Seelsorge tätig. Er wurde 1908 zum Dr. theol. promoviert und war von 1913 bis 1941 als Studienprofessor in Neuburg an der Donau tätig. Im Jahr 1906 wurde er Mitglied des Zentrums, wechselte aber 1918 zur Bayerischen Volkspartei. Ab 1925 war er neben seiner Haupttätigkeit Mitglied des Stadtrates in Neuburg an der Donau.
Gromer war 1933 und 1944 in Schutzhaft. Nach seiner Entlassung gelang ihm 1945 erneut der Einzug in den Stadtrat. Von 1945 war bis 1947 war er kommissarischer Schulrat. Er veröffentlichte neben wissenschaftlichen Artikeln in Zeitschriften „Die Laienberichte im Mittelalter“ und „Zur Geschichte der Diakonenbeichte im Mittelalter“. In Vorträgen warnte er vor den kulturell-religiösen Zielen der Nationalsozialisten. Im Jahr 1946 wurde er Mitglied des Kreistages. Besonders setzte er sich für die Jugenderziehung ein.
Gromer war 1946 Mitglied der Verfassunggebenden Landesversammlung von Bayern und vom 16. Dezember 1946 bis zu seinem Tod am 23. Oktober 1952 für den Wahlkreis Schwaben und Stimmkreis Neuburg an der Donau-Stadt/Land Mitglied des Bayerischen Landtages sowie der dortigen CSU-Fraktion. Im Landtag war er des Weiteren Mitglied des Ausschusses für Rechts- und Verfassungsfragen, des Ausschusses für Besoldungsfragen, des Ausschusses für kulturpolitische Angelegenheiten, des Ausschusses für Geschäftsordnung, des Ausschusses für Wahlprüfung, des Untersuchungsausschusses für die Klärung des Falles Dr. Burgard und des Untersuchungsausschusses zum Fall Blum. Zudem war er stellvertretendes Mitglied des Beirates der Justizvollzugsanstalt Niederschönenfeld, Mitglied des Landesschulbeirates sowie des Zwischenausschusses. Nach Ausscheiden aus dem Landtag nahm Wilhelm Gaßner (CSU) seinen Platz im Landtag ein.